# Alessio Erardi
Alessio Erardi (ur. 1669, zm. 1727) – maltański malarz. Był synem artysty, również malarza, Stefano Erardiego i jego żony Cateriny Buttigieg. Początkowo studiował malarstwo pod kierunkiem swojego ojca, w końcu w latach 1695-1701 spędził pięć i pół roku w Rzymie. Jego styl malarski jest określany jako wczesna forma baroku, Alessio był pod wpływem malarstwa swego ojca, jak i Mattia Pretiego.
Wybrane prace Alessio Erardiego:
- Matka Boska Bolesna, Kolegiata św. Wawrzyńca w Birgu
- Matka Boża ze św. Janem Chrzcicielem, Kolegiata Niepokalanego Poczęcia Najświętszej Maryi Panny w Bormli
- Matka Boża Różańca Świętego (1702), Kościół Przemienienia Pańskiego w Lija
- Hrabia Roger (1713), Katedra Świętego Pawła w Mdinie
- Matka Boża Różańcowa, Sanktuarium Matki Bożej z Mellieħy (przypisywany)
- Matka Boża z Dzieciątkiem Jezus i Duszami Czyśćcowymi, Rotunda w Moście
- Matka Boża Łaskawa, Kościół Matki Bożej Łaskawej w Żabbar
- różne prace w kościele Matki Bożej Zwycięskiej w Valletcie
- rożne prace w oratorium kościoła Jezuitów w Valletcie
- sufit w kaplicy Najświętszego Sakramentu, Bazylika Matki Bożej Bezpiecznej Przystani i św. Dominika w Valletcie
- sufit kościoła św. Urszuli w Valletcie
- Grand Master Raymond Perellos i Papież Klemens XI, Konkatedra świętego Jana w Valletcie